# Morse-Beauregard
Morse-Beauregard is een historisch merk van motorfietsen.
De bedrijfsnaam was: Morse-Beauregard Mfg. Co., Detroit.
Dit was een Amerikaans bedrijf dat vanaf 1912 492cc-tandem twins bouwde. De aandrijving kon naar wens van de klant met een cardan (homokinetische koppeling) of ketting gebeuren. Waarschijnlijk verhuisde het bedrijf in 1916 of 1917 naar Buffalo, waar de productie onder de naam "MB" werd voortgezet. Daar werden 746cc-tweetakt-paralleltwins gebouwd, tot de productie in 1920 werd beëindigd.